# Joan Brigham
Joan Brigham (* 1935 in Tulsa, Oklahoma) ist eine US-amerikanische Installationskünstlerin, Kunsthistorikerin und ehemalige Professorin für Bildende Kunst. Sie ist bekannt für ihre Skulpturen aus Wasserdampf.

## Leben und Werk
Von 1952 bis 1956 studierte Joan Brigham Kunstgeschichte am Pomona College in Claremont, Kalifornien. 1965 erwarb sie ihren Master im Fach Kunstgeschichte an der Harvard University in Cambridge, Massachusetts. Seit 1971 war sie am Emerson College in Boston in der Lehre tätig, als Professorin für Bildende Kunst.
Von 1975 bis 1995 war sie Fellow des Center for Advanced Visual Studies (CAVS) am Massachusetts Institute of Technology. Mehrere Jahre wurde das CAVS von dem deutschen Künstler Otto Piene geleitet. Seit den 1970er Jahren arbeitet sie überwiegend mit Wasserdampf, den sie in begehbaren Installationen, dampfbetriebenen Objekten und öffentlichen Brunnenanlagen einsetzt. Mehrmals kollaborierte Brigham mit dem experimentellen Filmemacher Stan VanDerBeek, der Brighams großformatige immersive Wasserdampf-Installationen als ephemere Projektionsfläche verwendete. So z. B. in der Arbeit Steam Screens, die 1979 im Skulpturengarten des Whitney Museum zu sehen war.
1977 war Brigham an Centerbeam beteiligt, dem legendären Beitrag des CAVS zur documenta 6 in Kassel. Die fast 40 Meter lange Skulptur, die auf ein Design des CAVS Fellows und Künstlers Lowry Burgess basierte, verband unterschiedliche künstlerische Medien wie Laser, Holografie, Video, Dampf und Inflatables. Centerbeam ging auf die gleichberechtigte Zusammenarbeit von Fellows des CAVS aus den Bereichen Kunst, Ingenieurwesen und Naturwissenschaften zurück. Der Kurator der documenta 6, Manfred Schneckenburger, bezeichnete Centerbeam als „‚Aquädukt ins 21. Jahrhundert“. 1978 wurde Centerbeam in einer zweiten Version auf der National Mall in Washington gezeigt.
1984 installierte Joan Brigham auf dem Campus der Harvard University in Zusammenarbeit mit Peter Walker und der SWA Group die Tanner Fountain. Die fast 20 Meter große Brunnenanlage besteht aus 159 Granitblöcken, die in konzentrischen Kreisen angeordnet sind. Im Frühling, Sommer und Herbst entweicht der Brunnenanlage feiner Wassernebel, während im Winter Dampf aus dem Heizungssystem der Universität in den Brunnen geleitet wird und in seinem Zentrum aufsteigt.

## Künstlerische Arbeiten und Ausstellungen (Auswahl)

### Brunnen
- 1984: Tanner Fountain, vor dem Harvard University‘s Science Center (in Zusammenarbeit mit Peter Walker und der SWA Group)
- 1989: Galaxy Fountain: Earth Sphere, Kendall Square, Cambridge Massachusetts (in Zusammenarbeit mit den Künstlern Joe Davis und Otto Piene)

### Ausstellungen
- 1975: Fog, Mist and Dreams, partizipative Installation mit Filmprojektionen auf Wasserdampf in Kollaboration mit Stan VanDerBeek, Arttransition, MIT, Cambridge.
- 1976/77: Under Aquarius, partizipative multimediale Installation aus Wasserdampf, Projektionen, Sound, in Kollaboration mit Stan VanDerBeek und der American Underwater Band, Alumni Pool MIT, Cambridge.
- 1977: Centerbeam I, kollektive multimediale Skulptur der Fellows des Center for Advanced Visual Studies, documenta 6, Kassel.
- 1977: Day Work/Night Dreams: Dampfmaschine mit synchronisierten Stroboskoplichtern, Avant Garde Festival, World Trade Center, New York.
- 1977: Centerbeam II, kollektive multimediale Skulptur der Fellows des Center for Advanced Visual Studies, Washington Mall, Washington D.C.
- 1978: Golem, Steam Theatre: multimediale Performance in Kollaboration mit  Phoenix Dance Theatre; Alan Lazar, Mark Mendel, Mark Ross, Cambridge River Festival.
- 1979: Aeolipiles, dampfbetriebene kinetische Glasskulpturen, Conservatoire National des Arts et Metiers, Paris.
- 1979: Steam Screens, partizipative Installation mit Filmprojektionen auf Wasserdampf in Kollaboration mit Stan VanDerBeek, Skulpturengarten Whitney Museum of American Art, New York.
- 1979: Northeast Night Thrasher, Installation aus Wasserdampf mit synchronisierten Stroboskoplichtern, First Night Celebrations, Copley Plaza, Boston.
- 1987: Steamshuffle, partizipative Installation mit Dampf in Kollaboration mit Christopher Janney und Texten von Emmett Williams, Municipal Services Building, Philadelphia.